# 訃報 1987年8月
訃報 1987年8月（ふほう 1987ねん8がつ）では、1987年（昭和62年）8月中に物故した、又は物故が報じられた人物についてまとめる。

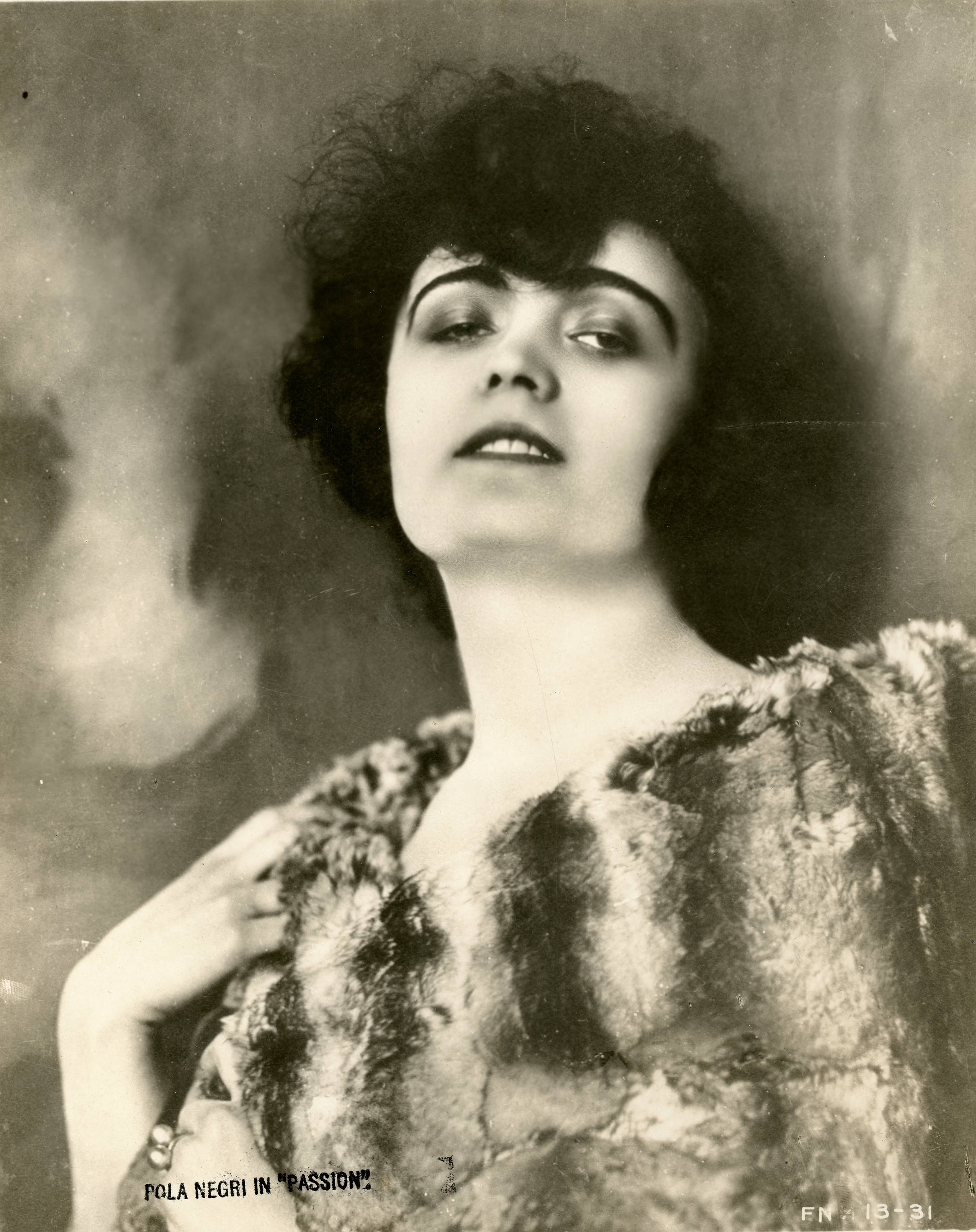
ポーラ・ネグリ／8月1日没

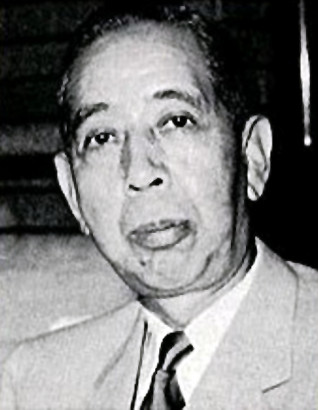
岸信介／8月7日没

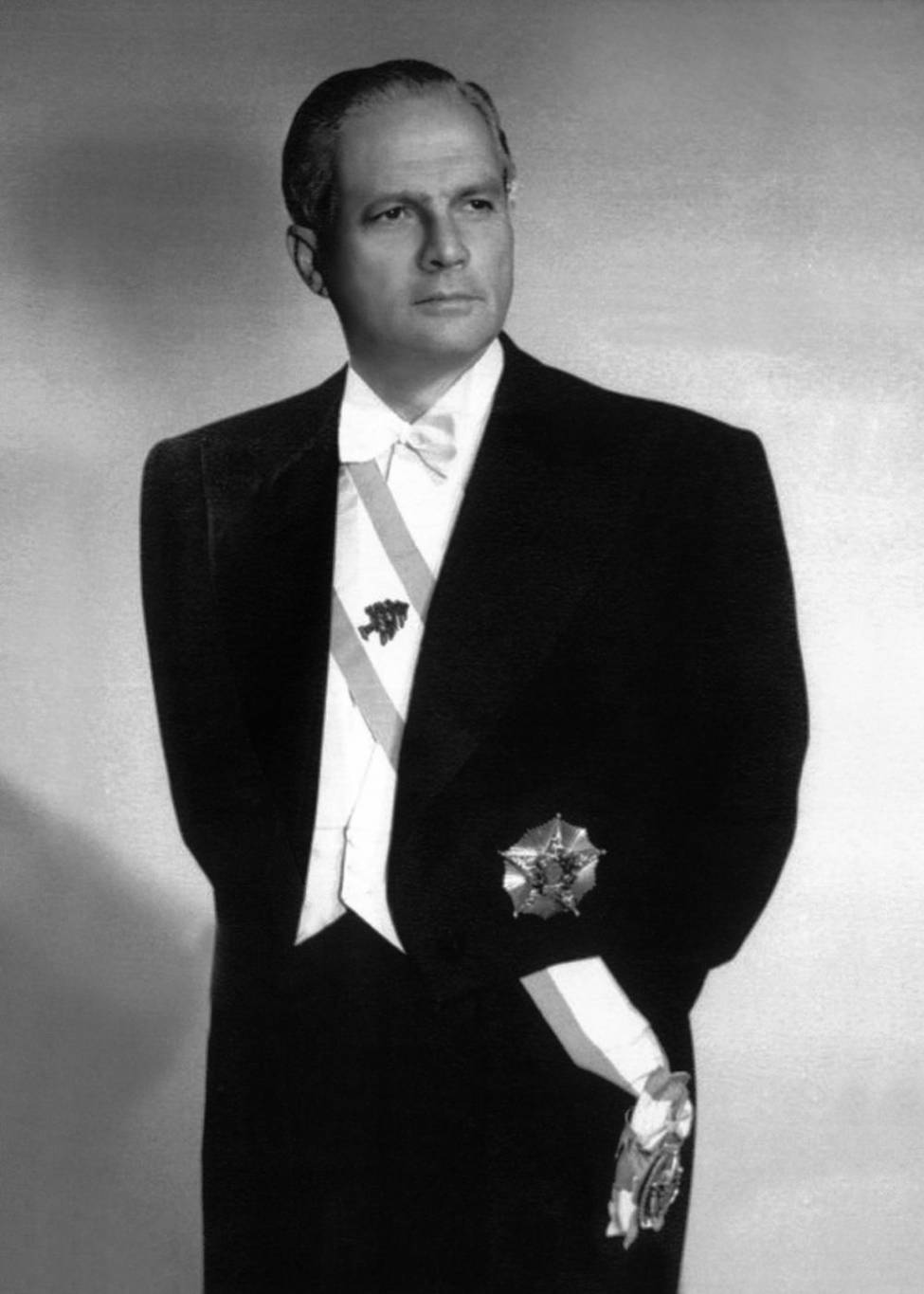
カミール・シャムーン／8月7日没

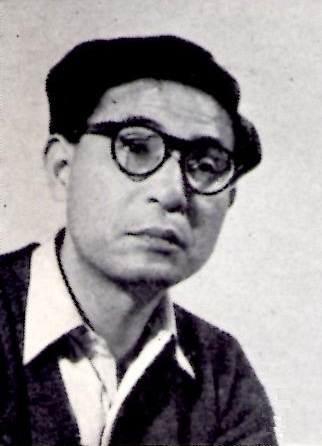
佐藤佐太郎／8月8日没

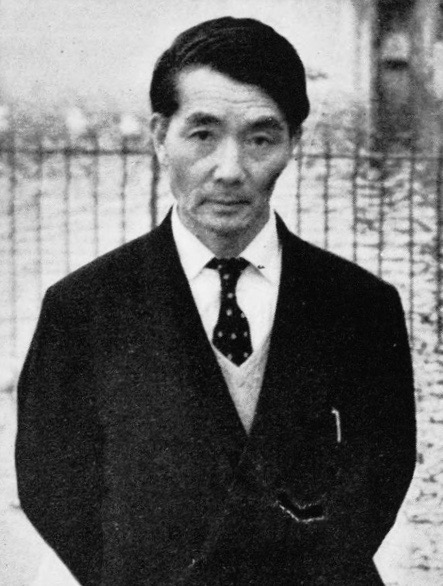
石森延男／8月14日没

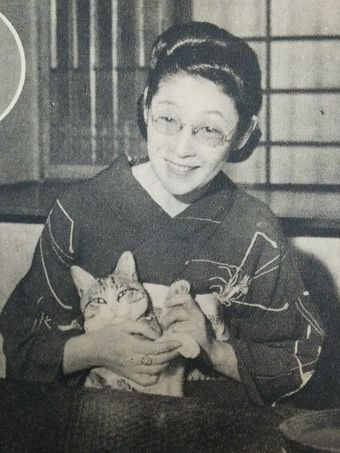
栗島すみ子／8月16日没

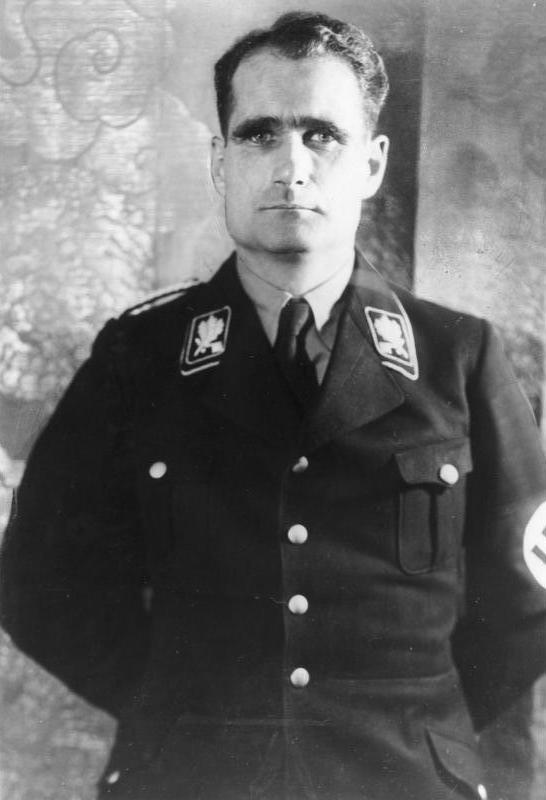
ルドルフ・ヘス／8月17日没

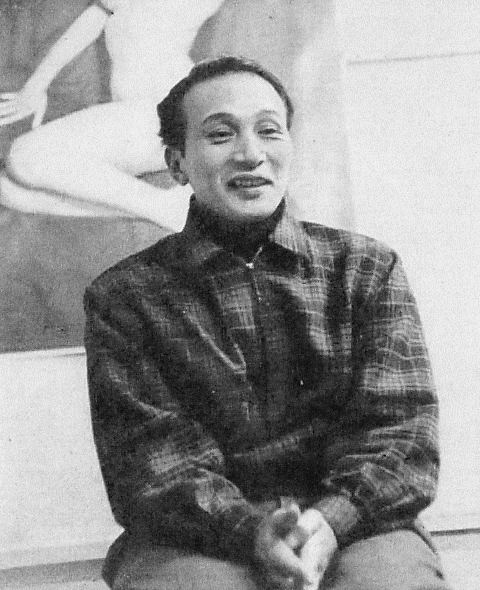
深沢七郎／8月18日没

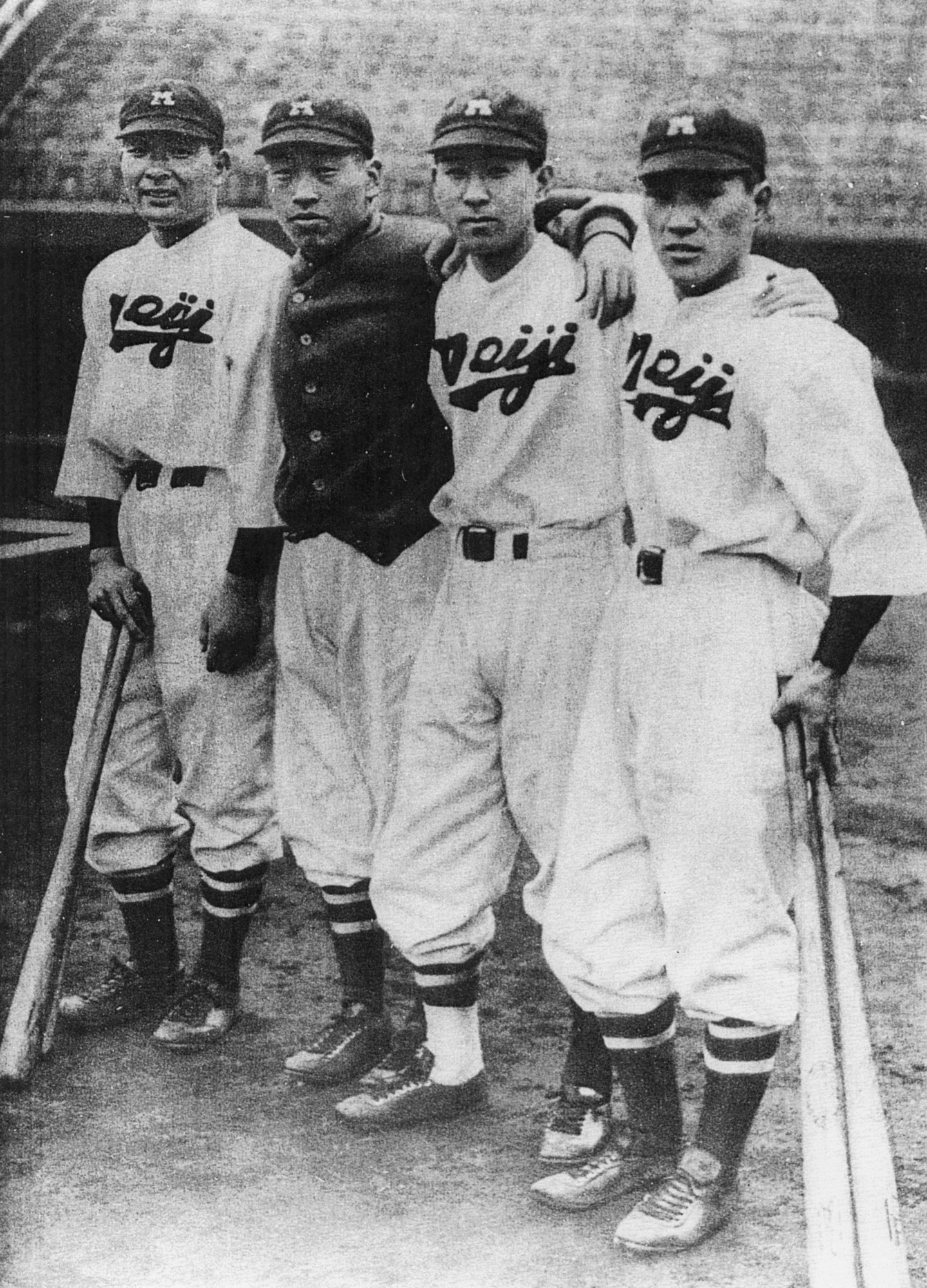
杉浦清（左端）／8月22日没

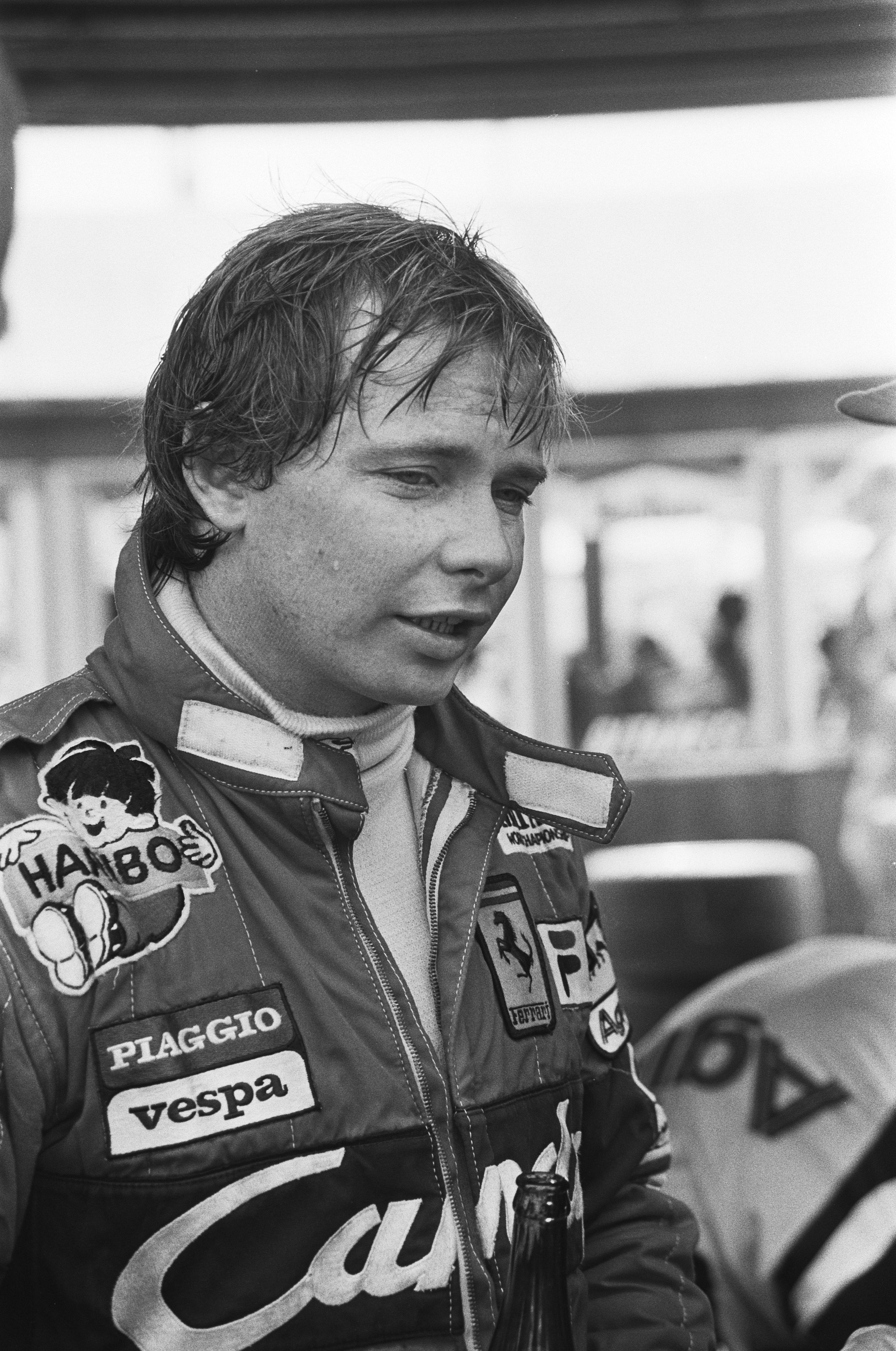
ディディエ・ピローニ／8月23日没

ジョン・ヒューストン／8月28日没

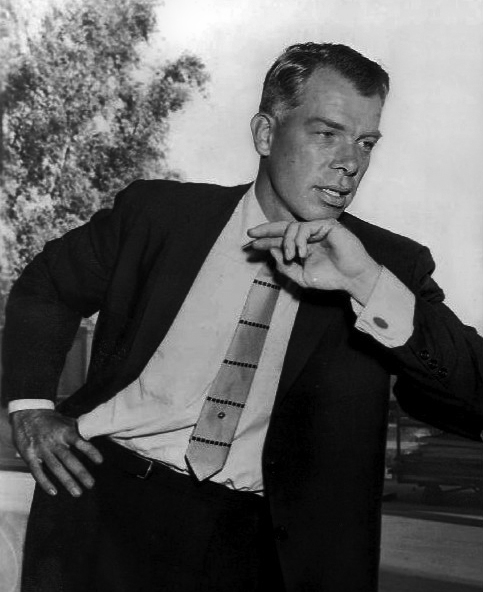
リー・マーヴィン／8月29日没

## （1日 - 15日）
- 8月1日 - ポーラ・ネグリ[要出典]、女優（* 1897年）
- 8月2日 - 阪本一郎、教育心理学者（* 1904年）
- 8月2日 - 石田紀子、女優・タレント（* 1960年）
- 8月5日 - 澁澤龍彦、小説家（* 1928年）
- 8月7日 - 岸信介、第56・57代内閣総理大臣（* 1896年）
- 8月7日 - カミール・シャムーン、政治家・第9代レバノン大統領（* 1900年）
- 8月8日 - 佐藤佐太郎、歌人（* 1909年）
- 8月14日 - 石森延男、児童文学者（* 1897年）
- 8月15日 - 芳賀良一、動物学者（* 1927年）

## （16日 - 31日）
- 8月16日 - 栗島すみ子、女優（* 1902年）
- 8月17日 - ルドルフ・ヘス、元ナチス副総統（* 1894年）
- 8月18日 - 深沢七郎、小説家（* 1914年）
- 8月22日 - 杉浦清、元プロ野球選手（* 1914年）
- 8月23日 - 若杉慧、小説家（* 1903年）
- 8月23日 - ディディエ・ピローニ、元F1ドライバー（* 1952年）
- 8月26日 - ゲオルク・ウィッティヒ、化学者（* 1897年）
- 8月28日 - ジョン・ヒューストン、映画監督・俳優（* 1906年）
- 8月29日 - リー・マーヴィン、俳優（* 1924年）